# Deddington
Deddington – wieś w Anglii, w hrabstwie Oxfordshire, w dystrykcie Cherwell. Leży 27 km na północ od Oksfordu i 99 km na północny zachód od Londynu. W 2011 miejscowość liczyła 2146 mieszkańców.